# Моньюмент-Біч (Массачусетс)
Моньюмент-Біч (англ. Monument Beach) — переписна місцевість (CDP) в США, в окрузі Барнстебел штату Массачусетс. Населення — 2784 особи (2020).

## Географія
Моньюмент-Біч розташований за координатами 41°43′8″ пн. ш. 70°36′0″ зх. д. / 41.71889° пн. ш. 70.60000° зх. д. (41.718880, -70.599965).  За даними Бюро перепису населення США в 2010 році переписна місцевість мала площу 8,97 км², з яких 6,66 км² — суходіл та 2,31 км² — водойми.

## Демографія
Згідно з переписом 2010 року, у переписній місцевості мешкало 2790 осіб у 1233 домогосподарствах у складі 803 родин. Густота населення становила 311 осіб/км².  Було 1545 помешкань (172/км²).
Расовий склад населення:
| - 94,9 % — білих - 0,9 % — азіатів - 0,8 % — чорних або афроамериканців - 0,2 % — корінних американців - 0,1 % — вихідців з тихоокеанських островів |

До двох чи більше рас належало 2,2 %. Частка іспаномовних становила 0,8 % від усіх жителів.
За віковим діапазоном населення розподілялося таким чином: 17,3 % — особи молодші 18 років, 62,8 % — особи у віці 18—64 років, 19,9 % — особи у віці 65 років та старші. Медіана віку мешканця становила 49,6 року. На 100 осіб жіночої статі у переписній місцевості припадало 90,2 чоловіків;  на 100 жінок у віці від 18 років та старших — 88,3 чоловіків також старших 18 років.
Середній дохід на одне домашнє господарство  становив 97 587 доларів США (медіана — 88 144), а середній дохід на одну сім'ю — 94 451 долар (медіана — 94 231). За межею бідності перебувало 13,5 % осіб, у тому числі 33,8 % дітей у віці до 18 років та 2,9 % осіб у віці 65 років та старших.
Цивільне працевлаштоване населення становило 1629 осіб. Основні галузі зайнятості: освіта, охорона здоров'я та соціальна допомога — 24,7 %, роздрібна торгівля — 18,6 %, фінанси, страхування та нерухомість — 11,2 %, науковці, спеціалісти, менеджери — 11,0 %.